# Gemeinde Komenda

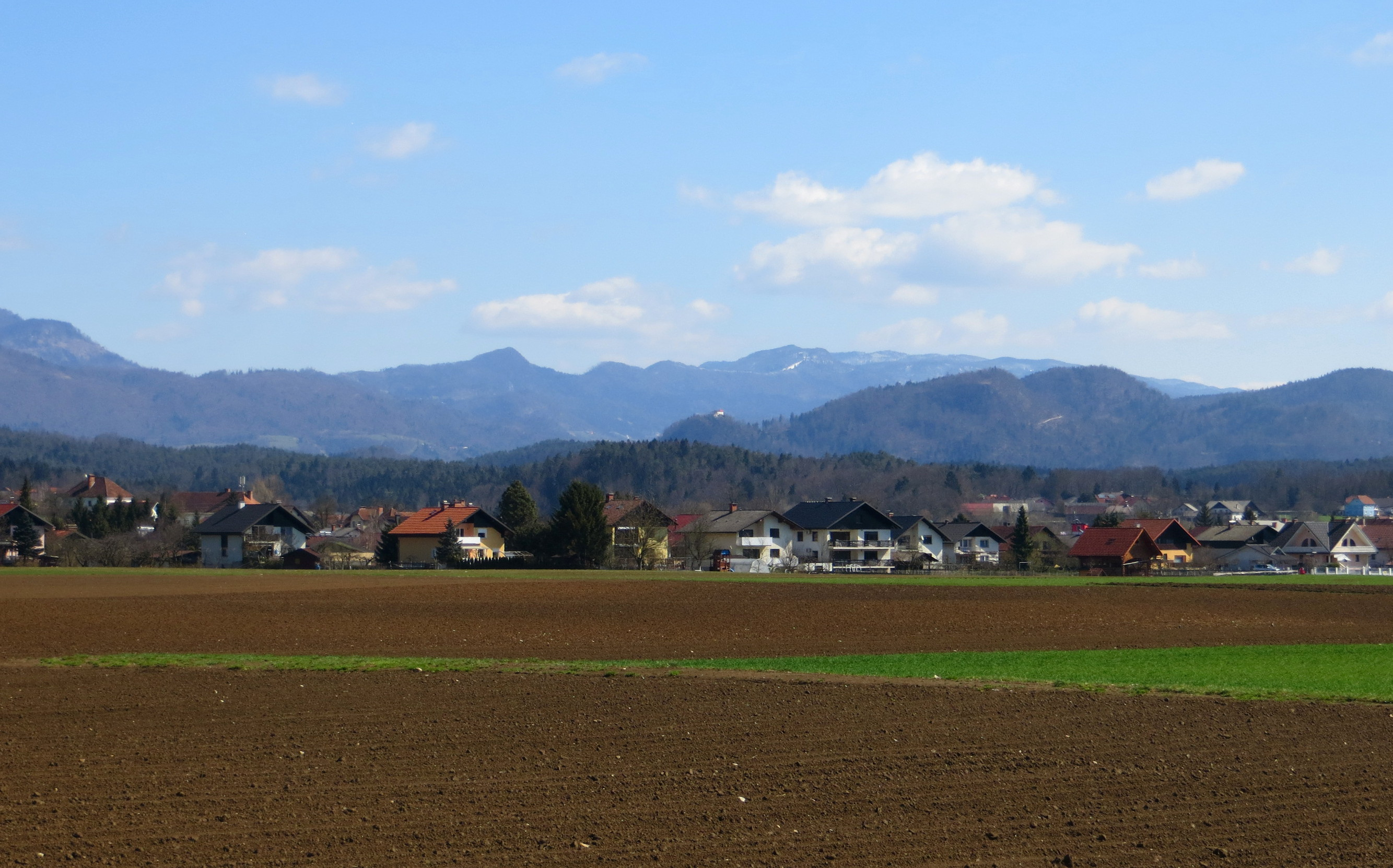
Komenda

Komenda (deutsch Kommende Sankt Peter) ist der Namen einer Gemeinde in der Mitte Sloweniens 5 km westlich von Kamnik und 25 km nördlich von Ljubljana in Oberkrain. 
Hauptort und Verwaltungssitz ist die Ortschaft Komenda.

## Ortschaften und Siedlungen der Gemeinde
Die Gemeinde Komenda umfasst 14 Ortschaften und Siedlungen (In Klammern: die vor 1918 gebräuchlichen, deutschsprachigen Ortsnamen). 
1. Breg pri Komendi, (dt.: „Bregg“)
2. Gmajnica, (dt.: „Maschnitz“)
3. Gora pri Komendi, (dt.: „Berg“)
4. Klanec, (dt.: „Klanz“)
5. Komenda, (dt.: „Kommende Sankt Peter“)
6. Komendska Dobrava, (dt.: „Amhart“)
7. Križ, (dt.: „Kreutz“)
8. Mlaka, (dt.: „Lackh“)
9. Moste, (dt.: „Moste“)
10. Nasovče, (dt.: „Nassowitsch“)
11. Podboršt pri Komendi, (dt.: „Podforst“)
12. Potok pri Komendi, (dt.: „Bach“)
13. Suhadole, (dt.: „Suchadolle“)
14. Žeje pri Komendi, (dt.: „Schallenberg“)

## Nachbargemeinden
|        | Cerklje na Gorenjskem                       |        |
| Vodice | Kompassrose, die auf Nachbargemeinden zeigt | Kamnik |
|        | Mengeš                                      |        |

## Töchter und Söhne der Gemeinde
- Tadej Pogačar (* 1998), Radrennfahrer